# Saint-Anthème
Saint-Anthème ist eine französische Gemeinde mit 708 Einwohnern (Stand: 1. Januar 2022) im Département Puy-de-Dôme in der Region Auvergne-Rhône-Alpes. Sie gehört zum Arrondissement Ambert und zum Kanton Ambert (bis 2015: Kanton Saint-Anthème).

## Geographie
Saint-Anthème liegt etwa 70 Kilometer ostsüdöstlich von Clermont-Ferrand im Regionalen Naturpark Livradois-Forez am Ance. Nachbargemeinden von Saint-Anthème sind Saint-Bonnet-le-Courreau im Norden, Roche-en-Forez im Norden und Nordosten, Lérigneux und Bard im Nordosten, Verrières-en-Forez im Osten, Gumières im Südosten, Saint-Clément-de-Valorgue im Süden und Südosten, Saint-Romain im Süden, Grandrif im Westen und Südwesten sowie Valcivières im Nordwesten.

## Bevölkerungsentwicklung
| Jahr                       | 1962 | 1968 | 1975 | 1982 | 1990 | 1999 | 2006 | 2013 |
| Einwohner                  | 1521 | 1313 | 1137 | 966  | 880  | 809  | 773  | 719  |
| Quellen: Cassini und INSEE |      |      |      |      |      |      |      |      |

## Sehenswürdigkeiten
- Kirche Saint-Blaise
- Kapelle Saint-Just, 1897 erbaut
- Wehrhaus von Le Chalard aus dem 16. Jahrhundert
- Schloss La Roue

## Persönlichkeiten
- Georges Colomb (* 1953), Bischof von La Rochelle und Saintes

## Gemeindepartnerschaft
Mit der französischen Gemeinde Chartres-de-Bretagne im Département Ille-et-Vilaine besteht eine Partnerschaft.